# 정철길
정철길(鄭鐵吉, 1954년 10월 27일 ~ )은 대한민국의 기업가로 2018년 현재 SK이노베이션의 부회장이다.

## 학력
- 경남고등학교
- 부산대학교 경영학 학사
- 미국 조지아주립대학교 경영학 석사

## 경력
- 1979 : 유공 입사
- 1979.09 : 유공 종합기획부
- 1993 : 유공 신규사업팀 팀장
- 1993.01 : 유공 원유 트레이딩 기획팀 팀장
- 1994 : SK그룹 경영기획실 부장
- 2000.01 : SK그룹 구조조정추진본부 인력팀 팀장, 상무
- 2004.03 : SK 경제경영연구소 경영연구실 실장
- 2008.01 : SK C&C 경영지원부문 부문장 부사장
- 2009 : SK C&C 공공/금융사업부문 부문장 사장
- 2010.01 ~ 2010.12 : SK C&C IT Service사업 총괄 사장
- 2011.01 ~ 2014.12 : SK C&C 대표이사 사장
- 2011.02 : 제3대 한국IT서비스산업협회 회장
- 2015.01 : SK에너지 대표이사 사장
- 2015.01 : SK이노베이션 사장
- 2015.01 : SK수펙스추구협의회 전략위원회 위원장
- 2015.01 ~ 2017.03 : SK이노베이션 대표이사
- 2016.01 : SK수펙스추구협의회 에너지 화학위원회 위원장
- 2016.01 ~ 2017.03 : SK이노베이션 대표이사 부회장
- 2017.03 ~ : SK이노베이션 부회장 (고문)

## 수상 이력
- 2009년 정보통신의 날 대통령 표창
- 2011년 자랑스러운 부산대인상
- 2012년 한국의 100대 CEO 선정(매경 이코노미)